# 소우 (전한)
소우(蕭禹, ? ~ ?)는 전한 말기에서 신나라 때의 제후로, 전한의 개국공신 소하의 후손이다.

## 생애
거섭 원년(6년), 찬후(酇侯)에 봉해졌다.
시건국 원년(8년), 신나라 건국 후 소향후(蕭鄕侯)로 전봉되었고, 신나라 멸망 후 후사가 끊겼다.

## 출전
- 반고, 《한서》 권16 고혜고후문공신표

| 선대 아버지 찬질후 소장 | 전한의 찬후 7년 ~ 8년 | 후대 (전한 멸망) |

| 선대 (첫 봉건) | 신의 소향후 8년 ~ 23년 | 후대 (신 멸망) |